# Rengershausen (Frankenberg)
Rengershausen is een plaats in de Duitse gemeente Frankenberg, deelstaat Hessen, en telt 400 inwoners (2007).